# Tom Heinemann
Tom Heinemann est un joueur de soccer américain né le 23 avril 1987 à Saint-Louis dans le Missouri. Il évolue au poste d'attaquant.

## Biographie
Le 2 février 2014, Heinemann signe avec le Fury d'Ottawa pour sa saison inaugurale en NASL.

## Palmarès
- Champion d'USL (D2) en 2010
- Vainqueur de saison régulière d'USL (D2) 2010

## Distinctions personnelles
- Élu meilleur joueur des finales d'USL (D2) en 2010
- Élu joueur humanitaire de l'année du Crew de Columbus en 2011